# Сорноса, Клаудия
Клаудия Сорноса Санчес (исп. Claudia Zornoza Sánchez; 20 октября 1990, Мадрид, Испания) — испанская футболистка, полузащитник клуба «Реал Мадрид» и сборной Испании. Чемпионка мира 2023 года.

## Карьера в сборной
В марте 2016 года Сорноса дебютировала за сборную Испании в товарищеском матче против сборной Румынии.

## Достижения
«Райо Вальекано»
- Чемпионка Испании: 2010/11

Сборная Испании
- Чемпионка мира: 2023